# 煤海街道
煤海街道，是中华人民共和国辽宁省阜新市太平区下辖的一个乡镇级行政单位。

## 行政区划
煤海街道下辖以下地区：
海泰社区、煤城社区、煤海社区、海隆社区、海润社区和太平社区。